# El Príncipe Pícaro
El príncipe pícaro es una novela corta del escritor George R. R. Martin que está incluida en la antología Rogues, de 2014, titulada Canallas en España (2018, L'Encobert). Precede a los hechos que ocurren en la saga Canción de hielo y fuego y transcurre en el mismo mundo que en el de la novela original.
La historia se centra en la vida del príncipe Daemon Targaryen, durante el reinado de Viserys I Targaryen, 100 años después de que se produzca la conquista de Poniente por parte de Aegon el Conquistador. La novela está narrada en tercera persona por el ficticio Archimaestre Gyldayn.

## Argumento
Tras la muerte del rey Jaehaerys I Targaryen, heredó el trono su nieto, Viserys I. Viserys estaba casado con Aemma Arryn, con la cual nunca llegó a tener hijos varones, tan solo una niña, Rhaenyra Targaryen.
Daemon era el hermano menor de Viserys, y debido a que su hermano se convirtió en Rey de los Siete Reinos y carecía de herederos varones, Daemon albergaba la esperanza de ser nombrado «Príncipe de Rocadragón», es decir, heredero al Trono de Hierro. Sin embargo, pese a que se apreciaban, las relaciones entre ambos hermanos eran difíciles; Viserys era un hombre complaciente y de talante conciliador; Daemon era todo lo contrario: audaz, pendenciero, disoluto y sumamente ambicioso. Sus relaciones empeoraron cuando Viserys le obligó a contraer matrimonio con Rhea Royce, una mujer que para nada atraía a Daemon.
A Daemon le aburrían los asuntos de la política, de modo que Viserys decidió ponerle al mando de la Guardia de Desembarco del Rey. Un día, cuando la reina Aemma Arryn murió tras dar a luz a un niño (el cual murió un día después de su nacimiento), Daemon fue descubierto haciendo chanzas sobre la «brevedad del nuevo heredero». Furioso, Viserys corrió proclamar a su hija Rhaenyra como heredera del Trono de Hierro, a la vez que Daemon se marchaba lejos con su amante. En su auto-exilio, Daemon tuvo un hijo con ella, pero el rey le ordenó regresar con su esposa so pena de ser declarado traidor.
Viserys tomó una nueva esposa, Alicent Hightower, la hija de su Mano del Rey. Mientras se producía la boda, Daemon se marchó a Marcaderiva, hogar de la Casa Velaryon y de lord Corlys Velaryon, el hombre más ricos de los Siete Reinos. Daemon ansiaba una corona y lord Corlys librarse de las cuantiosas tasas que les exigían a sus barcos, de modo que pactaron que Daemon y la flota de la Casa Velaryon conquistarían los Peldaños de Piedra, una región situada entre Poniente y Essos que se hallaba en manos del Reino de las Tres Hijas (una alianza entre las Ciudades Libres de Lys, Myr y Tyrosh). Daemon, dirigiendo un ejército de mercenarios, conquistó los Peldaños de Piedra con ayuda de la flota Velaryon y se autoproclamó «Rey de los Peldaños de Piedra».
Durante un torneo, Daemon regresó a Desembarco del Rey y le ofreció su corona y su arrepentimiento a su hermano, que lo acogió de nuevo con él. Ambos volvieron a reconciliarse, hasta que Daemon se marchó, súbitamente. Rumores saltaron afirmando que Rhaenyra se había acostado con su tío, con quien mantenía una cercana relación, mientras que otros afirmaron que Rhaenyra pretendió seducir al Guardia Real ser Criston Cole, pero que al ser rechazada se refugió en los brazos de su tío. Daemon reclamó entonces la mano de la princesa, lo que indignó al rey, el cual le ordenó que se marchara so pena de ser ejecutado por traidor.
Buscando una manera de que lord Velaryon apoyara a su hija como futura reina, Viserys pactó el matrimonio de Rhaenyra con el hijo de lord Corlys, Laenor Velaryon, un conocido homosexual. Ambos no llegaron a residir juntos y se afirmó que Rhaenyra tomó como amante a ser Harwin Strong, su espada juramentada. Los rumores se hicieron más fuertes cuando Rhaenyra dio a luz a tres niños con aspecto similar a ser Harwin. Por su parte, Daemon se hallaba en los Peldaños de Piedra cuando oyó que su esposa, Rhea Royce, había fallecido. Tras acudir al Valle para reclamar los derechos a las tierras de su esposa (sin éxito), marchó a Marcaderiva donde puso sus ojos en la hija de lord Corlys, Laena Velaryon. Ambos se casaron y Laena daría a luz a dos gemelas. Daemon solicitó el reconocimiento del rey para sus hijas, a lo que Viserys accedió, lo que supuso una nueva reconciliación de ambos hermanos. Esta situación se truncaría en el año 120 DC, un año marcado por la tragedia; Laena Velaryon murió mientras daba a luz; Laenor Velaryon fallecía a manos de uno de sus ex-amantes; en Marcaderiva, el príncipe Aemond se peleó con los hijos de Rhaenyra cuando trataba de montar a Vhagar, confrontación en la que perdió un ojo, lo que acrecentó aún más la enemistad entre Rhaenyra y los Hightower; por último, lord Lyonel Strong, Mano del Rey, y el supuesto amante de Rhaenyra, ser Harwin, murieron en un extraño incendio ocurrido en Harrenhal. Tras la muerte de sus respectivos cónyuges, Daemon y Rhaenyra decidieron contraer matrimonio sin esperar la aprobación del rey, marchándose entonces a residir a Rocadragón en un exilio auto-impuesto.
En el 126, el rey Viserys sufrió una grave herida mientras estaba en el Trono de Hierro. El rey se recuperó y dio un banquete para celebrarlo, lo que puso de manifiesto la enemistad entre los partidarios de Rhaenyra, llamados «Negros», y los de los Hightower, apodados «Verdes». Tras este suceso, el rey Viserys quedó obligado a estar en cama, falleciendo de forma repentina en el año 129. La muerte de Viserys y el conflicto que se desarrolló después, la llamada Danza de los Dragones, es tratado en la siguiente novela corta de la saga: La princesa y la reina.

## Personajes
| Nombre              | Familia        | Resumen |
| ------------------- | -------------- | --- |
| Daemon Targaryen    | Casa Targaryen | Hermano del rey Viserys I Targaryen, es el protagonista de la obra. |
|                     |                | |
| Viserys I Targaryen | Casa Targaryen | Rey de los Siete Reinos entre los años 103 y 129 DC, su muerte desencadenará los conflictos que serán conocidos como Danza de los Dragones.                                                 |
|                     |                | |
| Rhaenyra Targaryen  | Casa Targaryen | Hija del rey Viserys I Targaryen, Rhaenyra fue proclamada su heredera. Cabeza del bando de los «Negros».                                                                                    |
|                     |                | |
| Alicent Hightower   | Casa Hightower | Segunda esposa del rey Viserys I Targaryen, Lady Alicent tendrá cuatro hijos con su esposo y se convertirá en el mayor oponente de Rhaenyra por el trono. Cabeza del bando de los «Verdes». |